# Jan Paul Schutten

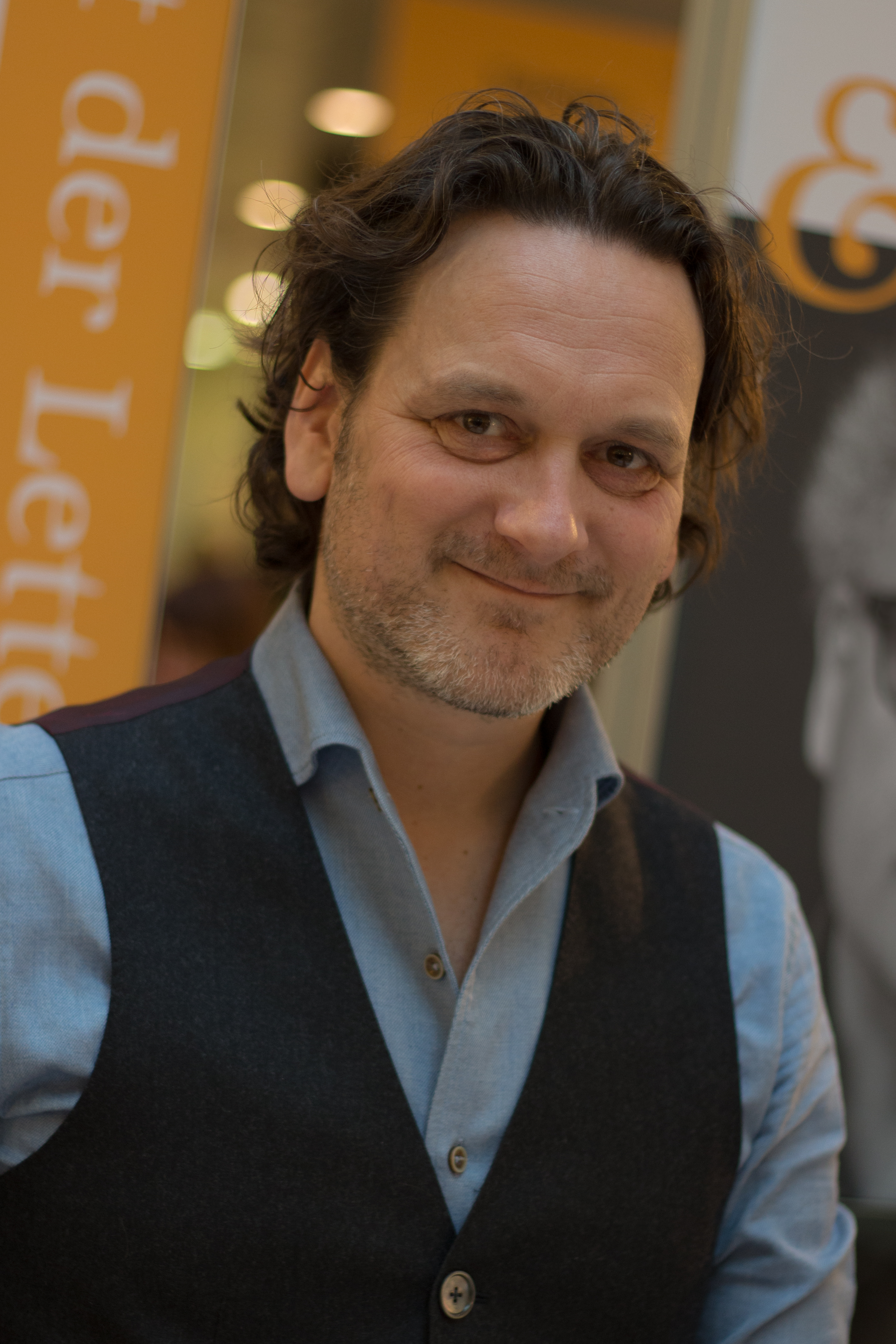
Jan Paul Schutten (2015)

Jan Paul Schutten (* 30. November 1970 in Vlissingen, Niederlande) ist ein niederländischer Schriftsteller, der vornehmlich Kinder- und Jugendbücher schreibt. 

## Leben und Werk
Schutten studierte in Utrecht Kommunikationswissenschaften und arbeitete danach als Texter in einer Werbeagentur. 2002 veröffentlichte er sein erstes Kinderbuch Ruik eens wat ik zeg (‚Riech mal, was ich dir sage‘). Wenige Jahre später gab er seinen Job in der Werbeagentur auf und widmete sich vollständig dem Schreiben. Seitdem sind über vierzig Kinder- und Jugendbücher in den Niederlanden von ihm erschienen; einige von ihnen wurden in mehr als zehn Sprachen übersetzt. Schutten schreibt vor allem informative Bücher, unter anderem über Tiere, Geschichte und Wissenschaften.
2022 wurde sein Jugendsachbuch Das Weltall oder Das Geheimnis, wie aus nichts etwas wurde für den Deutschen Jugendliteraturpreis nominiert.

## Ehrungen und Preise
- 2008: Gouden Griffel für Kinderen van Amsterdam
- 2014: Gouden Griffel für Het raadsel van alles wat leeft en de stinksokken van Jos Grootjes uit Driel (‚Evolution: oder Das Rätsel von allem, was lebt‘)
- 2014: Buch des Monats Oktober 2014, Deutsche Akademie für Kinder- und Jugendliteratur für Evolution oder Das Rätsel von allem, was lebt
- 2014: Emys Sachbuchpreis für Evolution oder Das Rätsel von allem, was lebt
- 2014: Wissenschaftsbuch des Jahres, Bild der Wissenschaft für Evolution oder Das Rätsel von allem, was lebt
- 2014: Luchs des Monats (Radio Bremen, Die Zeit) für Evolution oder Das Rätsel von allem, was lebt
- 2015: Die besten 7, Deutschlandfunk für Evolution oder Das Rätsel von allem, was lebt
- 2022: Luchs des Monats (Mai) für Wunderwelt Wald

## Bibliographie(deutsch)
- Evolution: oder Das Rätsel von allem, was lebt, deutsch von Verena Kiefer. Gerstenberg Verlag, Hildesheim 2015
- Der Mensch: oder Das Wunder unseres Körpers und seiner Billionen Bewohner, deutsch von Verena Kiefer. Gerstenberg Verlag, Hildesheim 2016
- Das Weltall oder Das Geheimnis, wie aus nichts etwas wurde, deutsch von Verena Kiefer. Gerstenberg Verlag, Hildesheim 2021, ISBN  978-3-8369-6038-0.
- Wunderwelt Wald, deutsch von Verena Kiefer. Gerstenberg Verlag, Hildesheim 2022, ISBN 978-3-8369-6138-7.